# مرکز پزشکی بکنهام بیکون
مرکز پزشکی بکنهام بیکون  یک بیمارستان در شهر بکنهام کشور بریتانیا است.